# جزیره اسپایک (فیلم)
جزیره اسپایک (انگلیسی: Spike Island) یک فیلم در ژانر کمدی-درام است که در سال ۲۰۱۲ منتشر شد.

## بازیگران
- آنتونیا توماس
- امیلیا کلارک
- لسلی منویل
- مایکل سوشا
- فیلیپ جکسون
- کایا اسکودلاریو
- اندرو نات
- کریس کاگهیل
- استیو اِوِتس